# Салінільяс-де-Буреба
Салінільяс-де-Буреба (ісп. Salinillas de Bureba) — муніципалітет в Іспанії, у складі автономної спільноти Кастилія-і-Леон, у провінції Бургос. Населення — 54 особи (2010).
Муніципалітет розташований на відстані близько 240 км на північ від Мадрида, 33 км на північний схід від Бургоса.
На території муніципалітету розташовані такі населені пункти: (дані про населення за 2010 рік)
- Буесо: 9 осіб
- Ревільялькон: 14 осіб
- Салінільяс-де-Буреба: 31 особа

## Демографія
Динаміка населення (INE ):